# Jouac
Jouac este o comună în departamentul Haute-Vienne din centrul Franței. În 2009 avea o populație de 207 de locuitori.

## Evoluția populației
| An        | 1975 | 1982 | 1990 | 1999 | 2006 | 2009 |
| --------- | ---- | ---- | ---- | ---- | ---- | ---- |
| Populație | 341  | 311  | 224  | 206  | 208  | 207  |